# Codex Neapolitanus Latinus 3
Der Codex Neapolitanus (früher Codex Vindobonensis Lat. 1235, Siglum i, Nr. 17 nach Beuron) ist Teil einer Handschrift aus dem 6. Jahrhundert.
Er enthält den Text aus dem  Evangelium des Lukas 10.6–23.10 und des Markus 2.17–3.29, 4.4–10.1, 10.33–14.36, 15.33–40 in einer lateinischen Übersetzung der Vetus Latina. Es sind 142 purpurgefärbte Pergamentblätter im Format 19 × 26 cm erhalten, die mit silberner Tinte beschrieben sind. Der Text ist der westliche Typ in der Itala-Rezension.
Die Handschrift befand sich im Augustinerkloster in Neapel. 1717 kam sie in die Hofbibliothek nach Wien, Signatur Cod. Lat. 1235. Heute befindet sie sich in der Biblioteca Nazionale in Neapel, Signatur Cod. Lat. 3.

## Ausgaben
- Francis Karl Alter: Neues Repertorium für biblische und morgenländische Literatur. Jena 1791, Bd. 3, S. 115–170.
- Johannes Belsheim: Codex Vindobonensis membranaceus purpureus. Leipzig 1885.
- Adolf Jülicher, Walter Matzkow und Kurt Aland (Hrsg.): Itala: Das Neue Testament in altlateinischer Überlieferung. Berlin: Walter de Gruyter, 1938–1972.